# Nagurus matekini
Nagurus matekini är en kräftdjursart som först beskrevs av Borutzkii 1948.  Nagurus matekini ingår i släktet Nagurus och familjen Trachelipodidae. Utöver nominatformen finns också underarten N. m. acutifrons.